# Ylang-ylang
Ylang-ylang (den. științifică Cananga odorata) este un arbore originar din India, Java și Filipine dar care s-a extins în multe țări din zona intertropicală, în special în America Centrală sau nordul Americii de Sud. 

## Descriere
Este un copac care crește repede, cam 2-3 metri pe an și are o înălțime maximă de 25-30 metri în mediul său natural 